# Campionato italiano assoluto di dama internazionale 2025
Il Campionato italiano assoluto 2025 è l'61ª edizione del Campionato italiano di dama internazionale, organizzato dalla Federazione Italiana Dama. Il torneo si è svolto a Chianciano Terme tra il 07 luglio e il 13 luglio 2025, all'Hotel Capitol.
Trionfa per la quarta volta consecutivamente il Maestro Internazionale Alessio Scaggiante.
L'edizione 2025 vede il ritorno alla competizione assoluta del 5 volte campione Michele Borghetti, assente dall'edizione 2016.

## Formula
I 10 partecipanti si sono sfidati in un girone all'italiana di sola andata, per un totale di 9 round.
La cadenza stabilita per le partite è di 80 minuti, con aggiunta di 60 secondi di incremento a mossa da mossa 1.
L'arbitro del torneo è Ezio Valentini.

## Torneo

### Partecipanti
Alla finale hanno partecipato dieci giocatori. Tra di loro figuravano un maestro internazionale e sei maestri.
| Nr. | Giocatore             | Punteggio ELO |
| --- | --------------------- | ------------- |
| 1   | MI Alessio Scaggiante | 2277          |
| 2   | MF Michele Borghetti  | 2217          |
| 3   | MF Gabriele D'Amora   | 2185          |
| 4   | MF Daniele Bertè      | 2155          |
| 5   | MF Daniele Macali     | 2138          |
| 6   | MF Luca Lorusso       | 2129          |
| 7   | MF Walter Moscato     | 2102          |
| 8   | Michele Lucci         | 2050          |
| 9   | Roberto Senesi        | 2045          |
| 10  | Emanuele Danese       | 2027          |

### Classifica
Si ripete per il quarto anno di fila Alessio Scaggiante, favorito della vigilia, conquistando il suo sesto titolo. Raggiunge al secondo posto dell'albo d'oro i triestini Raoul Bubbi e Francesco Laporta, dietro solo ai 9 di Walter Raimondi.
| #  | Giocatore          | Elo  | 1 | 2 | 3 | 4 | 5 | 6 | 7 | 8 | 9 | 10 | Totale |
| -- | ------------------ | ---- | - | - | - | - | - | - | - | - | - | -- | ------ |
| 1  | Alessio Scaggiante | 2277 |   | 1 | 2 | 2 | 1 | 1 | 1 | 2 | 1 | 2  | 13     |
| 2  | Michele Borghetti  | 2217 | 1 |   | 1 | 1 | 1 | 1 | 2 | 2 | 1 | 2  | 12     |
| 3  | Walter Moscato     | 2102 | 0 | 1 |   | 2 | 0 | 1 | 2 | 1 | 2 | 1  | 10     |
| 4  | Daniele Macali     | 2138 | 0 | 1 | 0 |   | 1 | 2 | 1 | 1 | 2 | 2  | 10     |
| 5  | Michele Lucci      | 2050 | 1 | 1 | 2 | 1 |   | 1 | 0 | 1 | 2 | 0  | 9      |
| 6  | D'Amora Gabriele   | 2185 | 1 | 1 | 1 | 0 | 1 |   | 1 | 1 | 2 | 1  | 9      |
| 7  | Luca Lorusso       | 2129 | 1 | 0 | 0 | 1 | 2 | 1 |   | 0 | 1 | 2  | 8      |
| 8  | Daniele Bertè      | 2155 | 0 | 0 | 1 | 1 | 1 | 1 | 2 |   | 0 | 2  | 8      |
| 9  | Emanuele Danese    | 2027 | 1 | 1 | 0 | 0 | 0 | 0 | 1 | 2 |   | 2  | 7      |
| 10 | Roberto Senesi     | 2045 | 0 | 0 | 1 | 0 | 2 | 1 | 0 | 0 | 0 |    | 4      |

Alessio Scaggiante ottiene per la seconda volta la tripletta vincendo, oltre al torneo a cadenza classica, i campionati blitz e rapid nella stessa edizione dei campionati italiani.

### Categorie minori
Trionfa nel secondo gruppo (Elite) Jacopo De Lellis, con uno score di 6 vittorie e 1 pareggio.
Nel terzo gruppo (Esperti) la vittoria è stata conquistata da Simone Scifoni
Infine, il quarto gruppo (Ex-Regionali) è stato vinto da Matteo Gomiero